# Saint-Fraimbault
Saint-Fraimbault là một xã trong tỉnh Orne, vùng Normandie tây bắc nước Pháp. Xã Saint-Fraimbault nằm ở khu vực có độ cao trung bình 150 mét trên mực nước biển.